# Guzelj
Guzelj je priimek v Sloveniji, ki ga je po podatkih Statističnega urada Republike Slovenije na dan 1. januarja 2010 uporabljalo 233 oseb.

## Znani nosilci priimka
- Avgust Guzelj (1864—1931), gozdarski strokovnjak
- Igor Guzelj (1946—2022), novinar, uredmik
- Ladislav Guzelj (1898—1982), kemik, univ. prof.
- Peter Guzelj (*1949), kanuist na divjih vodah
- Stojan Guzelj (1896—1961), sanitarni inženir
- Tilen Guzelj – Tropski, rap izvajalec
- Vladimir Guzelj (1898—1987), zdravnik kirurg, prof. MF